# Honduras Britannico
L'Honduras Britannico fu una colonia del Regno Unito, corrispondente all'attuale Belize, istituita nel 1862 e divenuta nel 1981 un reame del Commonwealth. Nel 1973 aveva assunto l'attuale denominazione di Belize che poi mantenne con l’indipendenza.

## Storia
Rivendicato inizialmente dagli spagnoli nel XVII secolo, con la pace di Parigi del 1783 tra Gran Bretagna e Spagna, alla prima fu riconosciuto il diritto di tagliare legname tra i fiumi Hondo e Belize. La Convenzione di Londra del 1786 ampliò questa concessione includendo l'area tra i fiumi Belize e Sibun. Nel 1862, l'insediamento del Belize nel golfo dell'Honduras fu dichiarato colonia britannica con il nome di British Honduras e il rappresentante della Corona fu elevato al rango di "tenente governatore" in subordine al governatore della Giamaica. nel 1862 fu elevato a colonia a sé stante con il nome di Honduras Britannico. Nel 1964 divenne una self-governing colony e nel 1973 assunse la denominazione di Belize; raggiunse l'indipendenza dal Regno Unito con il British Nationality Act del 1981, quando divenne un reame del Commonwealth. È stato l'ultimo possedimento continentale del Regno Unito nelle Americhe.